# Superman II – Allein gegen alle
Superman II – Allein gegen alle (Originaltitel: Superman II)  ist ein US-amerikanisch-britischer Science-Fiction-Film aus dem Jahr 1980 von Richard Lester und die Fortsetzung von Superman.

## Handlung
Terroristen bringen den Eiffelturm in ihre Gewalt. Sie drohen, eine Wasserstoffbombe zu zünden. Superman schreitet ein und „entsorgt“ die Bombe im Weltall. Unbemerkt befreit die Explosion die drei Krypton-Verbrecher General Zod, Ursa und Non, die bisher in der Phantomzone gefangen waren.
Auf der Erde hat Lois Lane herausgefunden, dass Clark Kent und Superman ein und dieselbe Person sind. Trotz erfolgreicher Ausflüchten gesteht ihr Clark schließlich seine geheime Identität. Die beiden ziehen sich in die Festung der Einsamkeit zurück und werden ein Liebespaar. Clark gibt seine Superkräfte für Lois auf.
Währenddessen erreichen die drei Krypton-Verbrecher die Erde. Sie besitzen die gleichen Superkräfte wie Superman. Damit ist es ihnen ein Leichtes, sich die Welt untertan zu machen – denn der Einzige, der sie aufhalten könnte, hat seine Superkräfte aufgegeben.
Lex Luthor entkommt indes aus dem Gefängnis und entdeckt Supermans Festung der Einsamkeit, wo er u. a. erfährt, dass Supermans leiblicher Vater Jor-El für die Inhaftierung der Schwerverbrecher sorgte. Er biedert sich General Zod an, indem er Superman als Sohn Jor-Els und Lois als Supermans Freundin entlarvt.
Nun erkennt Clark, dass er seine Verantwortung über das private Liebesglück stellen muss. Er findet einen Weg, seine Superkräfte wiederzuerlangen. Es entbrennt ein Showdown zwischen Superman und den drei Super-Verbrechern. In seiner Festung der Einsamkeit stellt er sich den Verbrechern. Er beraubt sie ihrer Superkräfte und kann sie so besiegen.
Am Ende gelingt es ihm sogar, Lois seine geheime Identität vergessen zu lassen, da das Wissen für sie schwer zu tragen war.

## Produktion und Veröffentlichung
Der Film kam zuerst Ende 1980 in Europa, in Deutschland am 2. April 1981 und erst sieben Monate später, im Sommer 1981, in den USA in die Kinos. Einen Großteil der Aufnahmen drehte Richard Donner bereits während der Dreharbeiten zum ersten Superman-Film. Aus Termingründen konzentrierte sich Donner zunächst auf die Fertigstellung desselbigen für die Kino-Veröffentlichung. Der Film wurde ein kommerzieller Erfolg.
Marlon Brando, der Supermans Vater Jor-El im ersten Superman-Film spielte, sollte für Superman II eine beträchtliche Gewinnbeteiligung erhalten. Die Produzenten (Alexander Salkind und Ilya Salkind) entschieden sich jedoch, sämtliche Szenen mit Brando aus dem Film zu entfernen, um Brando diese Gewinnbeteiligung vorzuenthalten. Um Sorge um die Kontinuität von Superman II kam es zum Streit zwischen Donner und den Salkinds: Donner wollte die bereits gedrehten Brando-Szenen nicht entfernen. So entließen die Salkinds Donner vom Projekt. Dieser hatte aber bereits 70 Prozent von Superman II abgedreht. Um in den Film-Credits einen anderen Regisseur aufführen zu können, musste der neue Regisseur Richard Lester für mindestens 50 Prozent des Filmes verantwortlich zeichnen. So kam es zu Neuaufnahmen von Film-Szenen und der Veränderung der Handlung, insbesondere wurden alle Aufnahmen mit Marlon Brando entfernt. Seither ist Richard Lester der offizielle Regisseur von Superman II.
2006 bekam Richard Donner aufgrund von vielen Fan-Aufrufen die Gelegenheit, seine ursprünglich geplante Version von Superman II zu rekonstruieren. Diese Version ist als Superman II: The Richard Donner Cut bekannt, hierbei kamen insbesondere die entfernten Marlon-Brando-Szenen wieder zum Einsatz, fehlende Szenen wurden mit Casting-Testaufnahmen ersetzt und teilweise neu gedreht. Der Film Superman II: Richard Donner Cut wurde auf DVD veröffentlicht.

## Kritik
Auf Rotten Tomatoes fielen 87 % von 46 Kritiken in ihrem Urteil positiv aus, auf Metacritic erhielt die Fortsetzung einen Metascore von 87, wobei 12 Kritiken gewertet wurden.

„Aufwendiges Märchen, das unentschlossen zwischen Mystifizierung und naiver Demokratiepreisung schwankt, aber durch Übertreibung und Ironisierung streckenweise amüsant unterhält.“

## Tabak-Schleichwerbung
Superman II gilt als erster Film, in dem in kommerzieller Form gezielt Schleichwerbung eingebaut wurde. So ließ der Zigarettenhersteller Philip Morris eine Filmsequenz (Szenen 333 bis 341) in den Film einbauen, in der Superman in Großaufnahme gegen einen speziell für diesen Film mit Marlboro beschrifteten Lieferwagen geschleudert wurde. In der Realität gab es allerdings keine so beschrifteten Lieferwagen. Die Schleichwerbung betraf ebenfalls die Rolle von Lois Lane, die in Superman II mehrmals beim Rauchen inszeniert wurde. Außer bei Superman Returns sah man Lois weder in der Comic-Version noch in anderen bisherigen Versionen von Superman rauchen.

## Auszeichnung
Der Film war in vier Kategorien für den Saturn Award nominiert und gewann einen Filmpreis:
- Bester Sciencefiction-Film (Auszeichnung)
- Bester Hauptdarsteller: Christopher Reeve (Nominierung)
- Beste Hauptdarstellerin: Margot Kidder (Nominierung)
- Beste Filmmusik: Ken Thorne (Nominierung)

## Weitere Teile
- 1978: Superman (Regie: Richard Donner)
- 1983: Superman III – Der stählerne Blitz (Regie: Richard Lester)
- 1987: Superman IV – Die Welt am Abgrund (Regie: Sidney J. Furie)
- 2006: Superman Returns (Regie: Bryan Singer)

Der Film Superman Returns ist eine indirekte Fortsetzung der Filme Superman und Superman II – Allein gegen alle. Einige Handlungsstränge dieser Filme sind hier weitergeführt worden. Dennoch ist die Handlung von Superman Returns auch ohne Kenntnis der ersten beiden Filme nachvollziehbar. Besonders die Sets und vor allem die Titelmusik von John Williams, die John Ottman übernehmen durfte, lassen an Richard Donners Original denken.

## DVD-Veröffentlichung
Normale DVD-Fassung
2002 wurde der Film in überarbeiteter Bild- und Tonqualität auf DVD veröffentlicht.
3-Disc-Sonderedition
2006 kam im Zuge des neuen Superman-Films Superman Returns, der an die Handlung von Superman II – Allein gegen alle anknüpft, eine limitierte 3-Disc-Sonderedition des Films heraus. Neben der Originalkinofassung in überarbeiteter Qualität enthält die Sonderedition eine neue Fassung des Films. Diese Fassung wurde vom ursprünglichen Regisseur Richard Donner neu zusammengeschnitten. Donner hat dafür sämtliches noch auffindbares Archivmaterial seiner ursprünglichen Dreharbeiten gesichtet und digitalisiert, sowie versucht, so gut es geht auf nicht von ihm selbst gedrehte Szenen zu verzichten. Die Richard-Donner-Fassung ist insgesamt rund 6 Minuten kürzer als die Kinofassung und enthält neben einem gänzlich anderen Anfang, der direkt an Superman I anknüpft, auch ein ganz anderes Ende. Zudem verfolgt Lois Lane andere Strategien, um Supermans Geheimidentität aufzudecken. Die Richard-Donner-Fassung ist auch in der deutschen DVD-Edition nicht synchronisiert und daher nur in der Originalsprache Englisch enthalten. Ein Making-of dieser Fassung und Kommentare des Regisseurs zu den Arbeiten ist neben vielen weiteren Extras auch enthalten. Im Zuge dieser Arbeiten tauchten auch bis dahin verschollenen Aufnahmen von Marlon Brando als Jor-El auf, die für die Dreharbeiten des neuen Superman-Films Superman Returns Verwendung fanden.
Auf einer weiteren enthaltenen DVD sind weitere (die ersten neun sind bereits in der Sonderedition zu Superman I enthalten) acht der ersten Superman Zeichentrickfolgen aus den 1940er Jahren der Fleischer Studios enthalten.
Die Sonderedition ist derzeit nicht mehr im Handel erhältlich.